# Скшинки (Влоцлавский повет)
Скшинки — деревня в гмине Барухово Влоцлавского повета Куявско-Поморского воеводства в центральной части севера Польши.